# Марк Емілій Лепід (консул 158 року до н. е.)
Марк Емілій Лепід (201—141 роки до н. е.) — політичний діяч Римської республіки, консул 158 рокудо н. е.

## Життєпис
Походив з патриціанського роду Еміліїв. Син Манія Емілія Лепіда.
У 163 році до н. е. увійшов до колегії децемвирів священнодійства, у 161 році до н. е. став претором. У 160 році до н. е. призначений послом для відповіді на скаргу галльського вождя Цинцибіла на дії консула Гая Кассія Лонгіна.
У 158 році до н. е. Лепіда обрано консулом спільно з Гаєм Попілієм Ленатом. У 143 році до н. е. від колегії децемвирів священнодійства Марк Емілій виступив проти будівництво водопроводу на Капітолій, але вимушений був відступити під впливом Квінта Марція Рекса.

## Родина
- Марк Емілій Лепід, консул 126 року до н. е.
- Маній Емілій Лепід.